# Janis Satsias
Janis Satsias (gr. Γιάννης Σατσιάς; ur. 28 grudnia 2002 w Nikozji) – cypryjski piłkarz grający na pozycji pomocnika w klubie APOEL FC.

## Kariera juniorska
Satsias jako junior grał w APOEL-u FC.

## Kariera seniorska

### APOEL FC
Satsias zadebiutował w pierwszej drużynie APOEL-u FC 21 sierpnia 2020 w meczu z Karmiotisa FC (2:2). Pierwszą bramkę zawodnik ten zdobył 17 stycznia 2021 w wygranym 2:3 spotkaniu z Pafos FC.

## Kariera reprezentacyjna

### Cypr U-17
Satsias zagrał pierwszy mecz w kadrze Cypru U-17 26 października 2018. Było to spotkanie przeciwko Szwajcarii U-17, przegrane przez Cypryjczyków 0:3. Dla tej reprezentacji rozegrał jeszcze dwa mecze: z Szkocją U-17 (1:1) i Kosowem U-17 (przeg. 1:0).

### Cypr U-19
Satias w reprezentacji Cypru U-19 wystąpił tylko w dwóch spotkaniach w lutym 2020. Oba były rozegrane przeciwko Austrii i przegrane kolejno 0:1 i 0:2.

### Cypr U-21
Satias zadebiutował w kadrze Cypru U-21 26 października 2018 13 października 2020 w meczu z Holandią (przeg. 0:7).

### Cypr
Satsias rozegrał pierwszy mecz dla reprezentacji Cypru 17 czerwca 2023. Było to starcie przeciwko Gruzji (przeg. 1:2). Wystąpił także 3 dni później w spotkaniu z reprezentacją Norwegii (przeg. 3:1).

## Statystyki

### Klubowe
(aktualne na dzień 22 września 2023)
| Klub               | Sezon              | Liga                      | Liga  | Liga   | Puchar kraju | Puchar kraju | Europa | Europa | Suma  | Suma   |
| Klub               | Sezon              | Liga                      | Mecze | Bramki | Mecze        | Bramki       | Mecze  | Bramki | Mecze | Bramki |
| ------------------ | ------------------ | ------------------------- | ----- | ------ | ------------ | ------------ | ------ | ------ | ----- | ------ |
| APOEL FC           | 2020/21            | Protathlima A’ Kategorias | 17    | 1      | 3            | 0            | 0      | 0      | 20    | 1      |
| APOEL FC           | 2021/22            | Protathlima A’ Kategorias | 19    | 3      | 4            | 0            | –      | –      | 23    | 3      |
| APOEL FC           | 2022/23            | Protathlima A’ Kategorias | 19    | 2      | 1            | 0            | 2      | 0      | 22    | 2      |
| APOEL FC           | 2023/24            | Protathlima A’ Kategorias | 1     | 0      | 0            | 0            | 1      | 0      | 2     | 0      |
| APOEL FC           | Ogólnie            | Ogólnie                   | 56    | 6      | 8            | 0            | 3      | 0      | 67    | 6      |
| Ogólnie w karierze | Ogólnie w karierze | Ogólnie w karierze        | 56    | 6      | 8            | 0            | 3      | 0      | 67    | 6      |

### Reprezentacyjne
(aktualne na dzień 22 września 2023)
| Reprezentacja      | Rok                | Mecze | Bramki |
| ------------------ | ------------------ | ----- | ------ |
| Cypr U-17          | 2018               | 3     | 0      |
| Ogólnie            | Ogólnie            | 3     | 0      |
| Cypr U-19          | 2020               | 2     | 0      |
| Ogólnie            | Ogólnie            | 2     | 0      |
| Cypr U-21          | 2020               | 2     | 0      |
| Cypr U-21          | 2022               | 4     | 0      |
| Cypr U-21          | 2023               | 2     | 0      |
| Ogólnie            | Ogólnie            | 8     | 0      |
| Cypr               | 2023               | 2     | 0      |
| Ogólnie            | Ogólnie            | 2     | 0      |
| Ogólnie w karierze | Ogólnie w karierze | 15    | 0      |

| Mecze i gole w reprezentacji | Mecze i gole w reprezentacji | Mecze i gole w reprezentacji | Mecze i gole w reprezentacji | Mecze i gole w reprezentacji | Mecze i gole w reprezentacji | Mecze i gole w reprezentacji | Mecze i gole w reprezentacji              |
| Cypr U-17                    | Cypr U-17                    | Cypr U-17                    | Cypr U-17                    | Cypr U-17                    | Cypr U-17                    | Cypr U-17                    | Cypr U-17                                 |
| Lp.                          | Data                         | Miejsce                      | Gospodarz                    | Gość                         | Wynik                        | Gol                          | Rozgrywki                                 |
| ---------------------------- | ---------------------------- | ---------------------------- | ---------------------------- | ---------------------------- | ---------------------------- | ---------------------------- | ----------------------------------------- |
| 1.                           | 26.10.2018                   | Peja                         | Cypr U-17                    | Szwajcaria U-17              | 0:3                          |                              | Mistrzostwa Europy U-17 2019 – eliminacje |
| 2.                           | 29.10.2018                   | Kuklia                       | Cypr U-17                    | Szkocja U-17                 | 1:1                          |                              | Mistrzostwa Europy U-17 2019 – eliminacje |
| 3.                           | 01.11.2018                   | Peja                         | Cypr U-17                    | Kosowo U-17                  | 0:1                          |                              | Mistrzostwa Europy U-17 2019 – eliminacje |
| Cypr U-19                    |                              |                              |                              |                              |                              |                              |                                           |
| Lp.                          | Data                         | Miejsce                      | Gospodarz                    | Gość                         | Wynik                        | Gol                          | Rozgrywki                                 |
| 1.                           | 18.02.2020                   | Ajia Napa                    | Cypr U-19                    | Austria U-18                 | 0:1                          |                              | Mecz towarzyski                           |
| 2.                           | 20.02.2020                   | Ajia Napa                    | Cypr U-19                    | Austria U-18                 | 0:2                          |                              | Mecz towarzyski                           |
| Cypr U-21                    |                              |                              |                              |                              |                              |                              |                                           |
| Lp.                          | Data                         | Miejsce                      | Gospodarz                    | Gość                         | Wynik                        | Gol                          | Rozgrywki                                 |
| 1.                           | 13.10.2020                   | Pafos                        | Cypr U-21                    | Holandia U-21                | 0:7                          |                              | Mistrzostwa Europy U-21 2021 – eliminacje |
| 2.                           | 15.11.2020                   | Parchal                      | Portugalia U-21              | Cypr U-21                    | 2:1                          |                              | Mistrzostwa Europy U-21 2021 – eliminacje |
| 3.                           | 26.03.2022                   | Achna                        | Cypr U-21                    | Białoruś U-21                | 0:1                          |                              | Mistrzostwa Europy U-21 2023 – eliminacje |
| 4.                           | 29.03.2022                   | Achna                        | Cypr U-21                    | Islandia U-21                | 1:1                          |                              | Mistrzostwa Europy U-21 2023 – eliminacje |
| 5.                           | 24.09.2022                   | Ta' Qali                     | Malta U-21                   | Cypr U-21                    | 2:2                          |                              | Mecz towarzyski                           |
| 6.                           | 20.11.2022                   | Pafos                        | Cypr U-21                    | Serbia U-21                  | 2:2                          |                              | Mecz towarzyski                           |
| 7.                           | 28.03.2023                   | Pafos                        | Cypr U-21                    | Węgry U-21                   | 2:5                          |                              | Mecz towarzyski                           |
| 8.                           | 07.09.2023                   | Achna                        | Cypr U-21                    | Austria U-21                 | 1:0                          |                              | Mistrzostwa Europy U-21 2025 – eliminacje |
| Cypr                         |                              |                              |                              |                              |                              |                              |                                           |
| Lp.                          | Data                         | Miejsce                      | Gospodarz                    | Gość                         | Wynik                        | Gol                          | Rozgrywki                                 |
| 1.                           | 17.06.2023                   | Nikozja                      | Cypr                         | Gruzja                       | 1:2                          |                              | EURO 2024 – eliminacje                    |
| 2.                           | 20.06.2023                   | Oslo                         | Norwegia                     | Cypr                         | 3:1                          |                              | EURO 2024 – eliminacje                    |

## Sukcesy
Sukcesy w karierze klubowej:

### APOEL FC
- Protathlima A’ Kategorias (1×): 2022/2023